# Eustace Miles
Eustace Hamilton Miles (Hampstead, 22 september 1868 – Londen, 20 december 1948) was een Britse jeu de paumespeler. Hij was ook restaurateur en dieetgoeroe.

## Carrière
Miles werd geboren in Hampstead en volgde zijn opleiding aan Eastbourne College, Marlborough College en King's College, Cambridge.
In 1906 trouwde Miles met Harriet Killick (bijgenaamd Hallie).
Miles werd onder meer in 1900 de eerste niet-Amerikaanse winnaar van het Amerikaanse kampioenschap. In 1908, op 39-jarige leeftijd, won hij de Olympische zilveren medaille. Jeu de paume was een demonstratiesport op de Olympische Zomerspelen van Londen. Hij verloor de finale van Jay Gould II. Miles coachte eerder de veel jongere Gould tijdens zijn verblijf in Amerika in het begin van de 20e eeuw.
Miles schreef boeken over diverse onderwerpen, waaronder gezondheid (bijv. Fitness for Play and Work, 1912), atletiek (An Alphabet of Athletics), dieet (The Failures of Vegetarianism, 1902), geschiedenis (A History of Rome up to 500 AD, with Essays, Maps and Aids to Memory, 1901) en de klassieken (Comparative Syntax of Greek and Latin).

## Gezondheid en voeding
Miles promootte en experimenteerde met verschillende rage-diëten, en schreef veel boeken over diëten en vegetarisme. Hij richtte zich oorspronkelijk een urinezuurvrij dieet, maar vond het te beperkend. Later bekritiseerde hij dit dieet in het boek The Uric Acid Fetish (1915). Miles experimenteerde ook met Edward H. Deweys No Breakfast Plan, maar stapte over naar zijn eigen No Lunch Plan.
Miles werd vegetariër, maar vond ook  dat vegetarisme verkeerde kanten had. Hij schreef hierover in The Failures of Vegetarianism. Zijn dieet legde de nadruk op graan, peulvruchten en vleesvervangers, dat hij "eenvoudiger voedsel" noemde. Hij publiceerde een maandblad, Healthward Ho! en was de eigenaar van een vegetarisch restaurant in Chandos Street, Charing Cross. Zijn restaurant wordt kort genoemd in Howards End (1910) van E.M. Forster.
Hij bezat ook reformwinkels in Londen en twee andere restaurants, in Carshalton en Chelsea. Hoewel hij zijn bedrijf uitbreidde en zijn restaurant floreerde tijdens de Eerste Wereldoorlog, nam de belangstelling voor zijn dieetideeën af. Miles ging later failliet en verkocht zijn eigendommen. Toen hij stierf, liet hij slechts £175 na.

## Publicaties
- Better Food for Boys (1901)
- The Game of Squash (1901)
- Avenues to Health (1902)
- The Failures of Vegetarianism (1902)
- Daily Training (1903) [with Edward Frederic Benson]
- Muscle, Brain, and Diet: A Plea for Simpler Foods (1903)
- Racquets, Tennis, and Squash (1903)
- A Boy's Control and Self-Expression (1904)
- An Alphabet of Athletics (1904)
- Breathing for Health, Athletics, and Brain-Work (1904)
- Cassell's Physical Educator (1904)
- Diversions Day By Day [with Edward Frederic Benson] (1905)
- What Foods Feed Us (1905)
- The New Cookery of Unproprietary Foods (1906)
- Life After Life: The Theory of Reincarnation (1907)
- The Eustace Miles System of Physical Culture With Hints as to Diet (1907)
- The Training of the Body (1908)
- The Power of Concentration: How to Acquire It (1909)
- Fitness for Play and Work (1912)
- Prevention and Cure (1912)
- The Uric Acid Fetish (1915) [with C. H. Collings]
- Self-Health as a Habit (1919)
- Keep Happy (1920)